# Marjorie Rice
Marjorie Rice (16 de febrero de 1923 - 2 de julio de 2017) fue una matemática aficionada estadounidense, conocida por haber descubierto cuatro tipos de teselados pentagonales del plano. Rice nació en Florida y murió en California, donde vivía con su hijo y su nuera.

## Geometría
En diciembre de 1995, Rice leyó un artículo de la revista Scientific American sobre teselados. A pesar de tener solo educación secundaria, comenzó a dedicar su tiempo libre a descubrir nuevos teselados pentagonales, distintas maneras de recubrir el plano utilizando formas pentagonales. Desarrolló su propio sistema de notación matemática para representar las restricciones y las relaciones entre los lados y ángulos de los polígonos y lo utilizó para descubrir cuatro nuevos tipos de teselaciones pentagonales y más de sesenta teselaciones distintas utilizando distintos tipos de pentágonos en 1977. El trabajo de Rice fue finalmente examinado por la profesora de matemáticas Doris Schattschneider, que descifró la inusual notación y anunció formalmente sus descubrimientos a la comunidad de matemáticos. Schattschneider ha elogiado el trabajo de Rice como un descubrimiento emocionante de un matemático aficionado.
| Tipo 9                               | Tipo 11                                            | Tipo 12                                            | Tipo 13                                |
| ------------------------------------ | -------------------------------------------------- | -------------------------------------------------- | -------------------------------------- |
|                                      |                                                    |                                                    |                                        |
| b = c = d = e 2A + C = D + 2E = 360° | 2a + c = d = e A = 90°, 2B + C = 360° C + E = 180° | 2a = d = c + e A = 90°, 2B + C = 360° C + E = 180° | d = 2a = 2e B = E = 90°, 2A + D = 360° |